# Ізабелла I Кастильська
Ізабе́ла I (ісп. Isabel I; 22 квітня 1451 — 26 листопада 1504) — королева Кастилії (1474—1504), Арагону (з 1479) і Гранади (з 1492). Одна з найвидатніших державних діячів Іспанії та Європи часів відродження. Представниця Трастамарського дому. Народилася в Мадрігалі, Кастилія. Донька кастильського короля Хуана II й португальської інфанти Ізабели. Посіла на кастильському престолі після смерті зведеного брата Енріке IV. Одружилася із арагонським королем Фернандо II (1469). Утворила династичну унію Кастилії та Арагону, що стала основою сучасної Іспанії (1475). Перемогла у війні за кастильську спадщину проти Хуани та Португалії (1475—1479).  Ліквідувала Гранадський емірат, чим завершила Реконкісту (1492). Вигнала євреїв з країни (1492). Підтримала експедицію Колумба, який відкрив Новий світ (1492—1493). Разом із чоловіком отримала від папи Олександра VI титул католицької правительки Іспанії (1496). Померла в Медіні-дель-Кампо, Кастилія. Похована у Гранадському соборі. У Католицькій церкві титулується слугою Божою (з 1974). Національна героїня Іспанії. Прізвисько — Католи́чка (ісп. la Católica).

## Імена
- Ізабе́ла I, або Ізабель І (ісп. Isabel I) — в іспанських документах як королева Кастилії.
- Ізабе́ла III (ісп. Isabel III) — як королева Арагону за правом чоловіка.
- Ізабелла (лат. Isabella) — у латинських документах
- Єлизавета (лат. Elisabetha) — у латинських документах
- Ізабе́ла Касти́льська (ісп. Isabel de Castilla) — за назвою країни.
- Ізабе́ла Католи́чка (ісп. Isabel la Católica, лат. Isabella Catholica) — за титулом, наданим папою 1496 року.

## Біографія

### Молоді роки

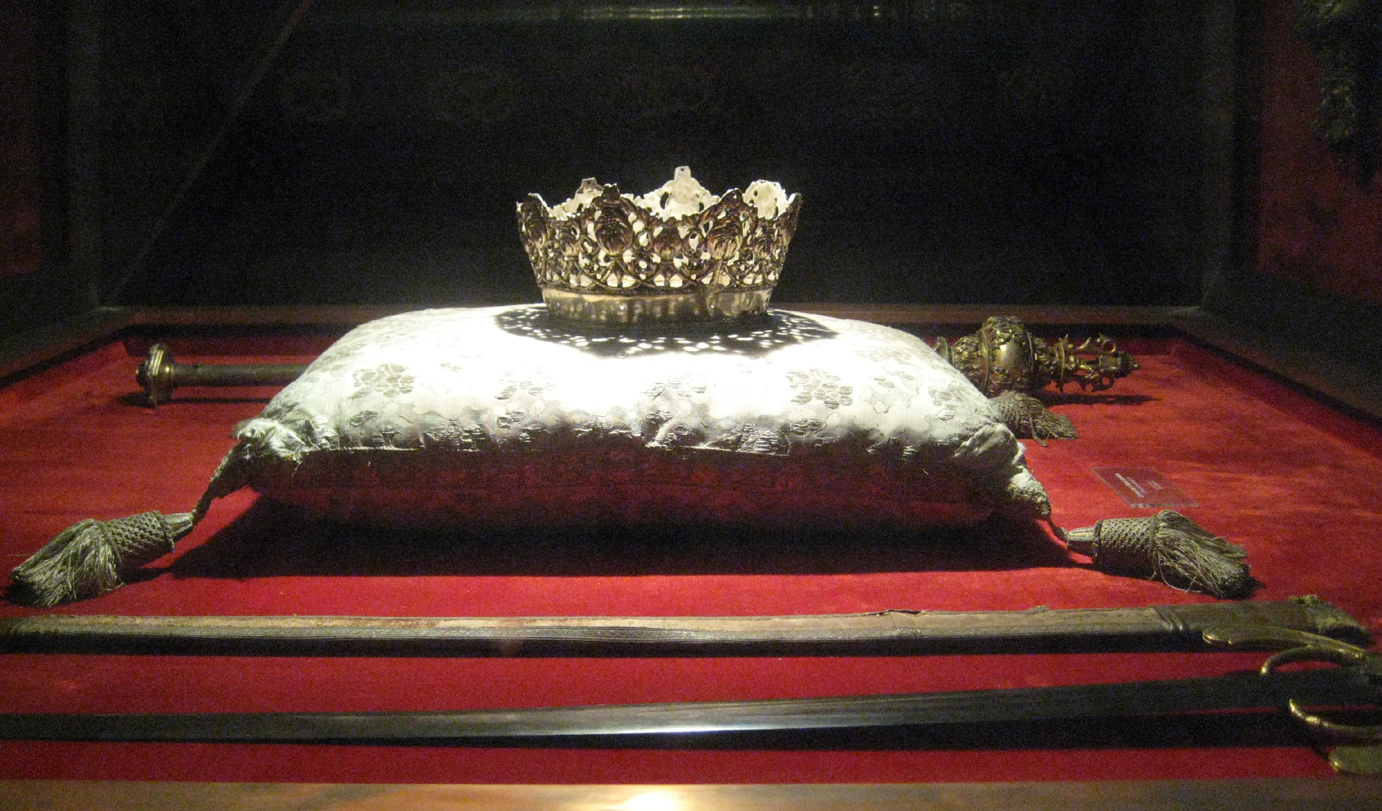
Корона Ізабели в Королівській капелі у Гранаді

Дочка Хуана II, короля Кастилії, від другого шлюбу. Після смерті батька в 1454 році, королем Кастилії став старший брат Ізабели — Енріке IV. Через свою нездатність залишити потомство цей правитель отримав прізвисько «Безсилий».
Вдруге король одружився з Жуаною Португальською, сестрою короля Афонсу V Африканця, яка також, як говорили, залишилась недоторканою після першої шлюбної ночі. Незабаром Жуана взяла собі за коханця Бельтрана де ла Куеву. Народжена нею дівчинка, Хуана, сприймалася всіма як плід перелюбу й отримала на честь гіпотетичного батька прізвисько Бельтранеха. З другою дружиною король також розлучився.
Ці чинники — безсилля короля Енріке, позашлюбні стосунки королеви Жуани і сумнівність походження її дочки Хуани зробили питання престолонаслідування актуальним. Знать примусила короля Енріке назвати спадкоємцем свого молодшого брата Альфонсо (Ізабела була середньою дитиною). Король спочатку погодився, припускаючи, що Альфонсо одружиться з його дочкою Хуаною Бельтранехою, але через деякий час передумав.
Кортеси, взявши під контроль Альфонсо і проголосивши його спадкоємцем, вступили в боротьбу з королем Енріке (битва при Ольмедо, 1467). Уся Кастилія розділилася на два ворожих табори: північні провінції були за Енріке, південні — за Альфонсо. Через рік у віці 14 років Альфонсо помер, і надії бунтівних дворян зосередилися на Ізабелі. Але вона відкинула їх загравання, залишаючись лояльною до брата, і він офіційно проголосив її спадкоємицею престолу.
Нарешті в 1468 році поблизу Биків Гісандо було підписано договір, в силу якого спадкоємицею престолу (принцесою Астурійською) визнавалася Ізабела, причому король зобов'язувався не примушувати її до небажаного для неї шлюбу, а вона зобов'язувалася не одружуватися без згоди брата. Король вже офіційно знехтував своєю передбачуваною дочкою Хуаною Бельтранехою, з якою, в свою чергу, в 1475 році її дядько португальський король Афонсу V пошлюбився з метою закріплення своїх домагань на Кастилію. Але шлюб був анульований папою римським Сікстом IV через близьке споріднення. Енріке IV намагався схилити сестру Ізабелу до шлюбу, пропонуючи їй кілька кандидатів, але вона відкинула його варіанти, обравши Фернандо, принца Арагонського.

### Шлюб і унія

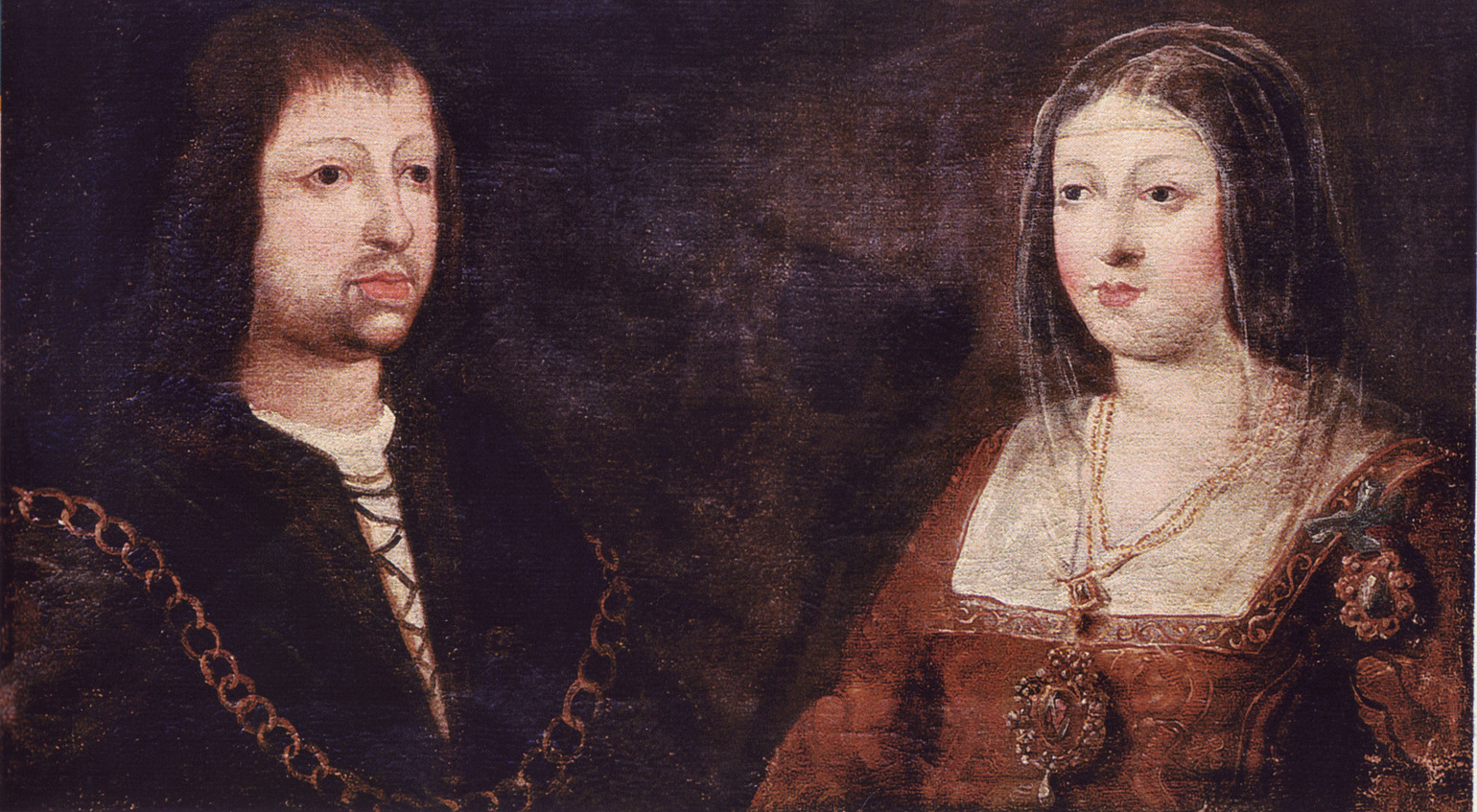
Весілльний портрет Ізабели та Фернандо

Ініціатива вінчання виходила від архієпископа Толедського Альфонсо Каррільо де Акунья. Шлюб з 17-річним Фернандо був укладений 19 жовтня 1469 року ймовірно у Вальядоліді, хоча є версія, що він був укладений у Алькасарі Сеговії. Одруження було таємним, король Енріке не дав на нього свого дозволу. Свита нареченого прибула в Кастилію, замаскувавшись купцями. Крім того, оскільки наречені були троюрідними братом і сестрою, потрібен був папський дозвіл. Необхідний документ був сфабрикований, а дозвіл було отримано заднім числом.
Фернандо, спадкоємець трону Арагону, в силу шлюбного договору зобов'язувався жити в Кастилії, дотримуватися законів країни і нічого не робити без згоди Ізабели, стаючи, таким чином, принцом-консортом при майбутній королеві.
Енріке оголосив сестру позбавленою престолу. Але прихильники Ізабели піднялися на захист її прав, і протистояння відновилося. Під час цього протистояння Енріке помер, і кортеси у 1476 році визнали Ізабелу королевою.
Кортесами при цьому було визначено, що управління державою повинно належати виключно Ізабелі, що участь у ньому Фернандо ІІ може лише як її уповноважений, що акти про призначення на посаду та виголошення судових вироків мають здійснюватися від імені подружжя, що їхні імена повинні карбувати на монетах, але скарбниця і військо Кастилії і Леона повинні знаходитися у винятковому розпорядженні Ізабели.
Тим не менш, обидва королівства продовжували зберігати автономію — їх інститути влади, а також інші соціальні та економічні структури були повністю роздільними, в Кастилії і Арагоні навіть говорили різними мовами.

### Боротьба з Португалією
Насамперед Ізабела з чоловіком придушили тривалі громадянські міжусобиці через престолонаслідування, які ускладнювалися вторгненням в Кастилію португальського короля Афонсу V, який підтримував права своєї племінниці і нареченої — Хуани Бельтранехи. Ця боротьба тривала до жовтня 1479 року. Зазнавши поразки при Торо, Афонсу V був вимушений укласти мир і відмовитися від домагань на Кастильский престол.
Протягом свого майже 30-річного правління, багатого на події, Ізабела зуміла підняти королівську владу Кастилії до небувалої висоти. Самоуправство кастильських грандів і незалежність міст були сильно обмежені введенням Германдади; кортеси все більше втрачали свою самостійність і підпорядковувалися королівському абсолютизму. Ту ж долю випробували і 3 духовно-лицарські ордени Кастилії (сантиагський, калатравський і алькантарський), після того, як Ізабела зробила свого чоловіка їх великим магістром. У релігійних справах Ізабела прагнула обмежити залежність кастільської церкви від римської курії і ще більше підпорядкувати їй королівський авторитет.

### 1492 рік
1492 рік був епохальним для правління Ізабели. Того року відбулось кілька найбільших подій: взяття Гранади, що означало кінець Реконкісти, заступництво Колумба і відкриття ним Америки, а також вигнання євреїв і маврів з Іспанії.

### Смерть
В останні роки життя Ізабела перетворилася з легендарної героїні на меланхолійну самітницю. Вона стала повільною і похмурою. З чотирьох її дочок старша померла, молодша була далеко в Англії, третя — в Португалії, друга, Хуана, одухотворена і найвродливіша, незабаром психічно захворіла.
Ізабела померла в 1504 році, залишивши спадкоємицею всіх своїх володінь дочку Хуану, підозрювану у неврівноваженості (тому в заповіті були визначені спеціальні умови).
Похована в Королівській капелі в Гранаді.

## Характер та зовнішність

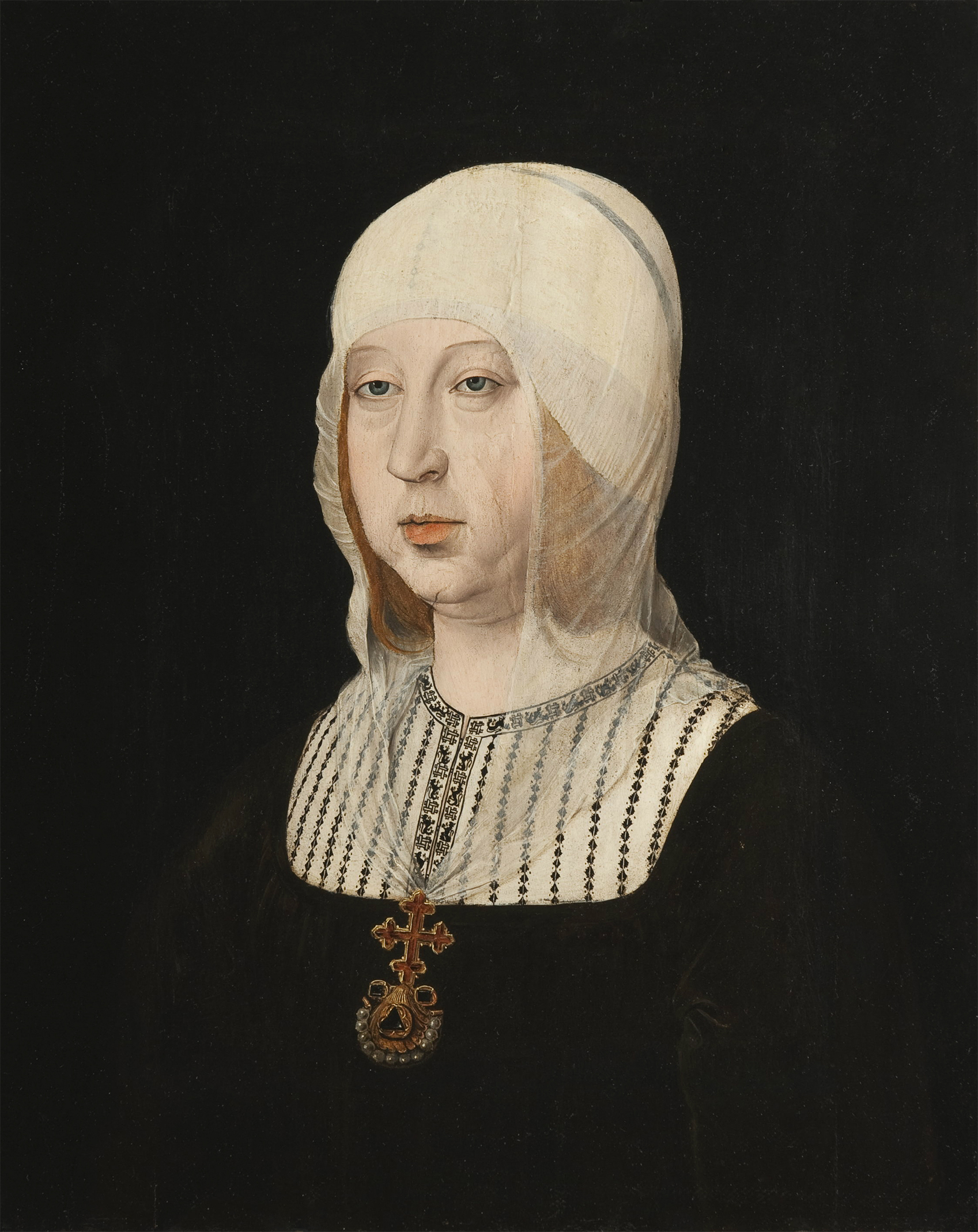
Портрет королеви Ізабели Кастильської в літньому віці

Ізабела була відома красою, розумом, енергією, непохитним характером, відрізнялася завзятістю, богобоязненностью і самовпевненістю. Вона проводила час то у походах, де, сидячи на коні, сама нерідко командувала загонами, то в кабінеті, де разом зі своїми секретарями займалася читанням і складанням державних паперів.
У зовнішності королеви особливо виділялися зеленувато-блакитні очі, характерні для династії Трастамара. Колір обличчя був ніжним, волосся золотистими, зріст — невисокий, а статура не особливо витончена. Тим не менш відзначали, що у вигляді її було вроджене благородство й гідність.
Так як своє дитинство вона провела далеко від двору і її не розглядали як спадкоємицю, освіта її була досить слабкою. Її навчали читанню, письму і гарним манерам. Вишивання залишилося її улюбленим заняттям і відпочинком від державних справ. Багато прогалин у своїй освіті їй згодом довелося надолужувати самотужки.

## Родина
Чоловік — Фернандо II (1452—1516), король Арагону
Діти:
- Ізабела (1470 — 1498) — першим шлюбом за інфантом Альфонсо Португальським, другим за його дядьком Мануелем I.
- Син (1475) — народився мертвим.
- Хуан (1478 — 1497) — одружений з Маргаритою Австрійською.
- Хуана (1479 — 1555)— королева Кастилії, одружена з Філіпом Вродливим (братом Маргарити Австрійської, це були подвійні шлюби).
- Марія  (1482 — 1517) — після смерті сестри Ізабели стала наступною дружиною Мануела I.
- Донька (1482)— сестра-близнюк Марії, померла при народженні.
- Катерина (1485 — 1536) — дружина Артура, принца Уельського, потім його брата — Генріха VIII Тюдора.
- Педро Арагонський (1488—1490)

## У культурі
У художній літературі
- роман Фенімора Купера «Мерседес з Кастилії, або Подорож у Катай»

У кіно
- Серіал «Ізабелла» (2012—2014, в ролі королеви — Мішель Хеннер)